# Ana Paula Henkel
Ana Paula Rodrigues Henkel (Lavras, 13 de fevereiro de 1972), mais conhecida como Ana Paula Henkel ou Ana Paula do Vôlei, é uma comentarista política e ex-jogadora de voleibol brasileira; atualmente é colunista na Revista Oeste e comentarista de política em um programa chamado Oeste Sem Filtro transmitido nas plataformas de vídeo, Rumble e Youtube.

## Carreira esportiva
Na infância Ana Paula praticava atletismo e balé; porém durantes jogos no colégio, Henkel começou a destacar jogando vôlei e ganhou espaço no Lavras Tênis Clube.
Ana Paula disputou os Jogos Olímpicos de Verão de 1992 em Barcelona na Espanha e nos Jogos Olímpicos de Verão de 1996 em Atlanta no Estados Unidos sendo medalha de bronze.
Nos Jogos Olímpicos de Verão de 2000 realizado na cidade de Sydney, na Austrália, Ana Paula participaria como atleta de voleibol de praia fazendo dupla com Jackie Silva, mas antes do início das competições, ambas romperam a parceria. Em seguida tentou obter a vaga jogando ao lado da vice-campeã olímpica Mônica, sem sucesso.
Ana Paula se tornou medalhista de ouro ao lado de Sandra Pires no Circuito Mundial de Voleibol de Praia de 2003. Ana Paula e Sandra foram considerada umas das duplas mais fortes do vôlei de praia Nos Jogos Olímpicos de Verão de 2004, em Atenas na Grécia, disputou os Jogos ao lado de Sandra Pires.
Para as Olimpíadas de 2008, em Pequim, inicialmente Ana faria dupla com jogadora Shelda Bedê, o projeto não foi adiante, então Ana Paula iria para as Olimpíadas com Juliana Silva, mas por conta de uma lesão no joelho, ela foi cortada.
Henkel disputou os Jogos Olímpicos em Pequim ao lado de Larissa França, não tendo conquistado nenhuma medalha. A atleta não possui medalha de ouro olímpica.

## Pós-carreira
Após encerrar a carreira no voleibol, continuou nos Estados Unidos. Estudou arquitetura pela Universidade da Califórnia em Los Angeles, instituição na qual iniciou o mestrado em ciência política em 2018.
Na internet, ficou conhecida por postar comentários políticos nas redes sociais. Henkel se identifica com a direita e apoia publicamente Donald Trump e Jair Bolsonaro.
Em 2017, ganhou um blog no jornal O Estado de S. Paulo. É colunista da Revista Oeste e foi da Rede Jovem Pan, onde integrou a equipe do programa Os Pingos nos Is e permaneceu até 2022.
Em junho de 2020, foi acusada de fazer comentários racistas em suas redes sociais após associar à população negra e estatísticas de crimes nos EUA. Henkel havia feito uma postagem no Twitter afirmando:"12% negros, 62% dos roubos, 56% dos assassinatos. Faça as contas", em uma crítica às manifestações antirracismo.
Em fevereiro de 2021, Ana Paula afirmou no Os Pingos nos Is que as vacinas contra a COVID-19 aplicadas nos Estados Unidos causaram a morte de 501 pessoas e mais de 11 mil reações adversas. Segundo a agência de checagem Estadão Verifica, a informação publicada pela comentarista era enganosa porque os dados foram extraídos de uma plataforma onde qualquer pessoa poderia incluí-los e que, portanto, não havia investigação por parte dos órgãos responsáveis.
Em 19 de outubro de 2024, Ana Paula Henkel entrou oficialmente para o Hall da Fama do Voleibol, a partir de uma votação popular. A cerimônia de homenagem foi realizada em Holyoke, nos Estados Unidos.

## Vida pessoal
Foi casada com o ex-jogador de basquete Jeffty Connelly (1994), depois casou-se com Marcus Miranda, treinador de voleibol, pai do seu filho Gabriel e em 2010 casou-se com o advogado e ex-jogador de voleibol de praia Carl Henkel .